# San José, Copainalá
San José är en ort i Mexiko.   Den ligger i kommunen Copainalá och delstaten Chiapas, i den sydöstra delen av landet, 700 km öster om huvudstaden Mexico City. San José ligger 822 meter över havet och antalet invånare är 181.
Terrängen runt San José är kuperad åt nordväst, men åt sydost är den bergig. Terrängen runt San José sluttar västerut. Runt San José är det ganska tätbefolkat, med 58 invånare per kvadratkilometer. Närmaste större samhälle är Copainalá, 10,5 km söder om San José. I omgivningarna runt San José växer huvudsakligen savannskog.